# Gynoplistia (Gynoplistia) fumipennis fumipennis
Gynoplistia (Gynoplistia) fumipennis fumipennis is een ondersoort van de tweevleugelige Gynoplistia (Gynoplistia) fumipennis uit de familie steltmuggen (Limoniidae). De ondersoort komt voor in het Australaziatisch gebied.